# Valle del Rosario
Valle del Rosario är en ort i Mexiko.   Den ligger i kommunen Rosario och delstaten Chihuahua, i den nordvästra delen av landet, 1 100 km nordväst om huvudstaden Mexico City. Valle del Rosario ligger 1 477 meter över havet och antalet invånare är 263.
Terrängen runt Valle del Rosario är platt åt sydväst, men åt nordost är den kuperad. Valle del Rosario ligger nere i en dal som går i nord-sydlig riktning.  Trakten runt Valle del Rosario är nära nog obefolkad, med mindre än två invånare per kvadratkilometer. Valle del Rosario är det största samhället i trakten. Omgivningarna runt Valle del Rosario är i huvudsak ett öppet busklandskap.